# Męczennicy z Abiteny
Saturnin, Feliks, Datyw i towarzysze − 49-osobowa grupa męczenników chrześcijańskich z Abiteny w Numidii (dzis.  Chouhoud al-Bâtin k. Medjez el-Bab w Tunezji), święci Kościoła katolickiego.

## Historia
Nieliczna grupa chrześcijan, żyjąca w Abitenie na przełomie III i IV wieku, spotykała się potajemnie każdej niedzieli, by celebrować Eucharystię. Były to czasy panowania cesarza Dioklecjana i prześladowań wyznawców Jezusa Chrystusa, podczas których niszczono kościoły, palono święte księgi, torturowano i zabijano wiernych. 
Saturnin wraz z czwórką dzieci i towarzysze zostali aresztowani podczas sprawowania mszy w domu lektora Emeritusa i doprowadzeni do więzienia w Kartaginie. Tam też zmarli z powodu ran odniesionych w czasie przesłuchań i z głodu. 
Na zadane pytanie, dlaczego złamali prawo i chcieli ryzykować z tego powodu własnym życiem, odpowiedzieli: „Sine dominico non possumus” (Bez niedzieli nie możemy).
Akta ich przewodu sądowego (Acta Saturnini) odczytane zostały na konferencji w Kartaginie w 411 roku (zwołanej przez cesarza Flawiusza Honoriusza). Świadczył o tym św. Augustyn z Hippony w piśmie Breviculus collationis cum Donatistis.

## Wspomnienie
Wspomnienie liturgiczne świętych męczenników obchodzone jest 11 (za Baroniuszem) lub 12 lutego za Martyrologium Rzymskim. 
Święci są również wspominani przez ewangelików we wspólnej grupie Męczenników świętych ksiąg (znanych również jako Męczennicy z Numidii) prześladowanych w czasach panowania Dioklecjana. Dzień pamięci przypada na 7 stycznia.

## Lista imion
Lista męczenników według niemieckiego leksykonu świętych (niektóre z imion powtarzają się):

- Saturnin(us) – kapłan
- Sarurnin(o) – syn S., lektor
- Feliks – syn S., lektor
- Maria – córka S.
- Hilaria – córka S.[b]
- Datyw – senator
- Feliks – lektor
- Feliks – lektor
- Emeritus – lektor[c]
- Ampeliusz – lektor

- Rogacjan
- Kwintus
- Maksymian
- Telica (Tazelita)
- Rogacjan
- Rogat
- January
- Kasjan
- Wiktorian
- Wincenty

- Cecylian
- Restytuta
- Prym(us) lub Pryma[4]
- Ewa
- Rogacjan
- Giwaliusz
- Rogat
- Pomponia
- Sekunda
- Januaria

- Saturnina
- Marcin
- Clautus
- Feliks
- Małgorzata
- Major
- Honorata
- Regiola
- Wiktoryn
- Peluzjusz

- Faust
- Dacjan
- Matrona
- Cecylia
- Wiktoria z Kartaginy
- Berectina
- Sekunda
- Matrona
- Januaria